# Heliophanus fascinatus
Heliophanus fascinatus är en spindelart som beskrevs av Wesolowska 1986. Heliophanus fascinatus ingår i släktet Heliophanus och familjen hoppspindlar. Inga underarter finns listade i Catalogue of Life.